# Johann Christian Sühnel
Johann Christian Sühnel (auch: Suehnelius, * 18. Februar 1687 in Kamenz; † 4. Januar 1770 in Wersdorf) war Pastor und Schriftsteller.
Seine Eltern waren Christoph Sühnel und dessen Ehefrau Christina Arltin. Sein Vater war Pächter des Strohhofes des Klosters Marienstern.
Er erhielt seine schulische Bildung in Kamenz und Lauban. Anschließend studierte er von 1708 bis 1711 in Leipzig. Nach seinem Studium war er Hauslehrer in einigen adelige Familien: von 1711 bis 1716 in Uhyst bei Metzrad, dann Taubenheim bei Warnsdorf, dann Zwökau bei Rindfleisch.
Er wurde am 10. Juli 1725 in Dresden ordiniert und zum zukünftigen Pastor der neu zu erbauenden Kirche in Wersdorf in der Oberlausitz ernannt wurde. Der Bauherr war der Kammerjunker Wolf Rudolf von Ziegler und Klipphausen.
Da es aber an Mitteln zum Bau fehlte, unternahm er eine Reise, um Geld zur Beschleunigung des Kirchenbaues zu sammeln. Er kam durch Schlesien, die Niederlausitz bis nach Hamburg, von wo er zurückkehrte. Im Sommer 1725 trat er dann sein Amt an und verwaltete es bis an sein Ende.
Sühnel heiratete am 4. Dezember 1725 die Apothekerstochter Anna Christina Haugkens. Das Paar hatte mehrere Kinder, wovon zwei verheiratete Töchter den Vater überlebten.

## Werke
- 1717, Kurze Historie von dem bey vielen Religionsveränderungen und Neuigkeiten noch unveränderten uralten Evangelischen Lutherthum
- 1718, Der unsterbliche Ruhm unserer Oberlausitz den sie sich durch sorgfältige Aufnahme Evangelischer Exulanten schon längst erworben hat
- 1722, Als das Hoch-Adliche Mezrad- und Vitzthumische Vermählungs-Festin Anno 1722. den 14. Julii in Budißin höchst-vergnügt celebriret, und gleich hierauf Se. Excellenz Der neue Herr Ober-Amts-Hauptmann, Als der Fräulein Braut Hochtheuerster Herr Vater, solenniter introduciret wurde, Digitalisat
- 1722, Zufällige Sterbegedanken Abdankungsrede auf Frau Sophia Eleonora des Hans Rudolph von Metzrad auf Uhyst Gemahlin; Nebst einer genealog Tabelle von ihren erlebten 68 Kindern und Kindeskindern
- 1724, Etwas von Hoyerswerda
- 1725, Das Große so Gott an Wersdorf gethan Predigt bey Einweihung der dasigen Kirche Bautzen
- 1725, Fata Lusatica in Compendio Digitalisat
- 1728, Die jetztlebenden Oberlausitzer  2. Auflage 1750
- 1728, Das unter denen Chur-Sächsischen Schwerdtern jetzt lebende Evang. ober-Lausitz, doi:10.25673/45302 Digitalisat
- 1730, Decemviralia Lusatica Digitalisat
- 1740, Die Freude über das Große das der Herr an Steinigtwolmsdorf thut ein Glückwunsch
- 1743, Die Sohländschen Priester und Henselischen GeschlechtsAnnales eine Glückwünschungsschrift
- 1747, Die unvermuthete Gleichheit des Geschlechts, ein Glückwunsch
- 1748, Das Budissinische Historien Gesangbuch , Digitalisat
- 1750, Summarischer Entwurf der nöthigsten Glaubensartikel
- 1750, Das unter dem K. Pohl. Adler und denen Chursächs. Schwerdtern florierende und jetzt lebende Marggraffthum Oberlausitz

Handschriftlich hinterließ er: Oberlausitzische Presbyterologie